# Olympische Sommerspiele 1964/Fußball – Halbfinale
Spiele des Halbfinals des olympischen Fußballturniers 1964. Die Gewinner spielen um den Olympiasieg, die Verlierer um die Bronzemedaille.

## Tschechoslowakei – Deutschland 2:1 (0:1)
| Tschechoslowakei                                          | Tschechoslowakei | Deutschland | Deutschland |
| --------------------------------------------------------- | --- | --- | ----------- |
| Tschechoslowakei                                          | \| 20. Oktober 1964 um 14.00 Uhr in Tokio (Komazawa-Stadion) \| \| Schiedsrichter: Menahem Ashkenazi ( Israel) \|                                                      | \| 20. Oktober 1964 um 14.00 Uhr in Tokio (Komazawa-Stadion) \| \| Schiedsrichter: Menahem Ashkenazi ( Israel) \|                                                                    | Deutschland |
| Tschechoslowakei                                          | František Schmucker – Anton Urban, Karel Knesl – Josef Vojta, Vladimír Weiss, Ján Geleta – Ján Brumovský, Ivan Mráz, Karel Lichtnégl, Vojtech Masný, František Valošek | Jürgen Heinsch – Klaus Urbanczyk, Manfred Geisler – Herbert Pankau, Manfred Walter, Gerhard Körner – Hermann Stöcker, Otto Fräßdorf, Henning Frenzel, Jürgen Nöldner, Eberhard Vogel | Deutschland |
| Tschechoslowakei                                          | 1:1 Lichtnégl (47.) 2:1 Mráz (90.) | 0:1 Nöldner (25.) | Deutschland |
| 20. Oktober 1964 um 14.00 Uhr in Tokio (Komazawa-Stadion) | | |             |
| Schiedsrichter: Menahem Ashkenazi ( Israel)               | | |             |

## Ungarn – V.A.R. 6:0 (3:0)
| Ungarn                                                          | Ungarn | Vereinigte Arabische Republik | Vereinigte Arabische Republik |
| --------------------------------------------------------------- | --- | --- | ----------------------------- |
| Ungarn                                                          | \| 20. Oktober 1964 um 14:00 Uhr in Tokio (Prinz-Chichibu-Stadion) \| \| Schiedsrichter: Miguel Comesana ( Argentinien) \|                                          | \| 20. Oktober 1964 um 14:00 Uhr in Tokio (Prinz-Chichibu-Stadion) \| \| Schiedsrichter: Miguel Comesana ( Argentinien) \|                                               | Vereinigte Arabische Republik |
| Ungarn                                                          | Antal Szentmihályi – Dezső Novák, Kálmán Ihász – Károly Palotai, Árpád Orbán, Ferenc Nógrádi – János Farkas, Tibor Csernai, Ferenc Bene, Imre Komora, Sándor Katona | Ahmed Reda – Amin Darwish, Amin El-Esnawi – Rifaat El-Fanaguili, Ahmed Gad, Mohamed El-Sherbini – Ibrahim Reyadh, Khalil Shahin, Hamdi Badawi, Ali Etman, Mahmoud Hassan | Vereinigte Arabische Republik |
| Ungarn                                                          | 1:0 Bene (7.) 2:0 Bene (20.) 3:0 Komora (29.) 4:0 Komora (59.) 4:0 Bene (67.) 4:0 Bene (78.)                                                                        | | Vereinigte Arabische Republik |
| 20. Oktober 1964 um 14:00 Uhr in Tokio (Prinz-Chichibu-Stadion) | | |                               |
| Schiedsrichter: Miguel Comesana ( Argentinien)                  | | |                               |